# کریت راتاناراک
کریت راتاناراک (انگلیسی: Krit Ratanarak؛ زادهٔ ۱۹ آوریل ۱۹۴۶) کارآفرین و سرمایه‌دار اهل تایلند است.